# Stein von Fál
Der Stein von Fál (irisch Lia Fáil) ist, neben anderen Symbolen, laut Legende der Krönungsstein der irischen Hochkönige. Seine Macht bestand darin, dass der Stein angeblich aufschrie, wenn ein wahrer König sich auf ihn setzte. Er stand angeblich genau in der Mitte Irlands, in Wahrheit in Tara, im Herrschaftsgebiet der südlichen Uí Néill (O’Neill) bis ins 12. Jahrhundert.

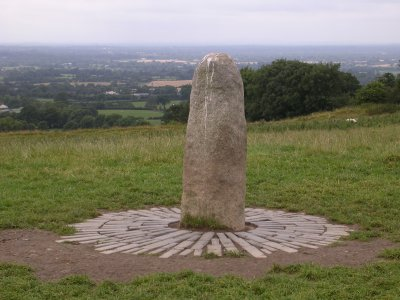
Der Stein von Fál (Krönungsstein auf Tara)

## Mythologie
Der Legende im Lebor Gabála Érenn („Das Buch der Landnahme Irlands“) nach wurde der Lia Fáil von den Túatha Dé Danann nach Irland gebracht. Der Stein soll hart wie Diamant gewesen sein und stammte aus der Stadt Falias im Norden, einer der vier mythischen Städte der Túatha Dé Danann.
Nach einer anderen Version wurde der Stein von Simon Brec, einem Angehörigen der Gruppe um Partholon, aus Spanien nach Irland geholt. Schon in Spanien diente er bereits demselben Zweck.
Über seinen Verbleib gibt es mehrere Geschichten. In Irland heißt es, dass der Krönungsstein auf Tara neben der St.-Patricks-Statue der wahre Stein von Fál sei. Laut schottischen Quellen kam der Stein auf verschlungenen Pfaden nach Schottland und ist mit dem „Stone of Scone“ identisch, der 1296 von Edward I. nach London gebracht wurde, wo er in der Westminster Abbey als Symbol der Einheit Englands und Schottlands unter dem Krönungsthron der britischen Monarchen lag, bis er 1996 nach Schottland zurückgeführt wurde.